# Лагеря в Мацикай
Лагеря в Мацикай — лагерь нацистской Германии для военнопленных (1939-1944), лагерь Советского Союза для военнопленных № 184 (1945—1948) и комплекс лагерных объектов ГУЛАГа (1945—1955) действовавшие в деревне Мацикай (Macikai, Matzicken), в двух километрах от Шилуте в Литве.

## История
В XVII веке в Мацикай была основана усадьба, которая была известна своей пивоварней. После присоединения Клайпедского края к Литве, в 1924 году Министерство обороны приобрело часть зданий бывшего поместья Мацикай недалеко от Шилуте и приспособило их под казармы для Литовской армии. Здесь дислоцировался 2-й батальон 7-го пехотного полка.

### Нацистский период
В 1939 году, после оккупации страны Германией, в казармах был устроен лагерь для военнопленных Шталаг 331 (Stalag 331). Позже он был переименован в Шталаг 1C Хайдекруг (Stalag 1C Heydekrug), а затем в Шталаг Луфт VI Хайдекруг (Stalag Luft VI Heydekrug). Вначале в лагере содержались польские военнопленные. С 1940 года здесь содержались бельгийцы и французы. В 1943 году здесь были заключены лейтенанты британских и канадских ВВС. Позже привозили американских, австралийских и даже новозеландских солдат. В лагерь попадали и советские солдаты. По данным Управления военной разведки США, до советской оккупации в Мацикай могли содержаться не менее 10 000 заключенных. Среди них были известные летчики союзных войск. Это был самый северный лагерь для военнопленных в Германском Рейхе.
В 1944 году, по мере приближения фронта, пленных перевели в другие лагеря. Большинство из них было доставлено поездом в бывший Шталаг XX-A (Stalag XX-A) в Западной Пруссии на территории нынешней Польши, недалеко от города Торунь. Около 900 человек были доставлены в Клайпеду и в течение 60 часов плыли на торговом судне «Инстенбург» в порт Свинемюнде у Щецинского залива. Затем им предстояло ехать на поезде и пешком идти в лагерь Шталаг Люфт IV (Stalag Luft IV) недалеко от города Тыхово на территории современной Польши. Некоторые из военнопленных погибли или были убиты во время этой транспортировки.
В 2011 году под дорожным покрытием в деревне Армаленай (район Шилуте) были обнаружены останки множества военнопленных из лагеря нацистской Германии. В 2020 году проведены археологические раскопки, в ходе которых эксгумированы останки более 1200 человек. Останки захоронены возле старого кладбища лагеря Мацикай.

### Советский период
После того, как лагерь перешёл под контроль Советского Союза, в бывшем немецком лагере для военнопленных был создан лагерь для военнопленных Германии и союзников № 184. Здесь были заключены немцы, румыны, венгры, австрийцы, чехи, голландцы, датчане и другие. В 1946 году лагерь реорганизован и переименован в лечебный. Сюда переправляли тяжело больных и физически истощенных военнопленных из разных уголков Литвы. Только в Мацикай за это время погибло около 500 пленных.
После Второй мировой войны сюда заключались граждане Литвы, неугодные советской власти.
В 1945 году в Мацикай был организован один из лагерей Советского ГУЛАГа «ГУЛАГ №. 3», который действовал до 1955 года. Это был один из крупнейших лагерей Литвы. Здесь содержались гражданские лица, политические заключенные, священники, а также женщины и дети. Одновременно в нём содержалось около 3000 заключенных. Треть из них были литовцами. Заключали также русских, поляков, белорусов. Люди в лагере были заключены советской властью за «контрреволюционные преступления» (участники сопротивления, сторонники партизан, крестьяне, не выполнившие наложенных требований, беглецы из ссылки). В лагере также содержались заключенные за уголовные преступления.
Политзаключённые, приговорённые к 25 годам исправительного лагеря, содержались на отдельной закрытой территории. Хотя в документах часто указывались ложные причины смерти заключенных, известно, что людей в лагере расстреливали, уничтожали в газовых камерах, а часть людей погибло от холода и голода. У лагеря был филиал на острове Русне, основанный в 1951 году, где содержалось около 200 человек.
В 1948—1955 годах в лагере ГУЛАГа Мацикай погибло около 450 человек. Погибших заключённых хоронили недалеко от лагеря. В настоящее время территория захоронений огорожена, но сколько людей здесь действительно захоронено, точно неизвестно.
Лагерь ГУЛАГа закрыт 18 июня 1955 году. После закрытия были предприняты попытки разрушить захоронения заключённых. В 1955 году подготовлен проект мелиорации территории кладбища. Хотя мелиоративные работы не проводились, сохранившаяся площадь захоронений меньше, так как западная часть за долгое время была вымыта и разрушена рекой Шиша, на северной и восточной частях пасся скот, а земля обрабатывалась тракторами. Во второй половине XX века на территории захоронений были построены жилые дома.

## То, что сохранилось
Сегодня лагерный комплекс Мацикай состоит из места лагеря, карцера, захоронений заключенных, бани и, возможно, здания казармы. В 1993 году по инициативе Шилутского отделения Союза ссыльных и политзаключенных на территории бывшего карцера был основан музей карцера лагеря Мацикай, с 1995 года он стал филиалом музея Шилуте Уго Шоюса.
В 2019 году Правительство Литовской Республики утвердило план по увековечению лагеря Мацикай.
25 сентября 2020 года, в Мацикай, с участием международного сообщества, состоялась торжественная церемония поминовения жертв лагеря нацистской Германии для военнопленных (1939—1944), лагеря Советского Союза для военнопленных № 184 (1945—1948) и лагерного комплекса ГУЛАГа в Советском Союзе (1945—1955) погибших в Мацикай. Во время церемонии останки заключенных, перенесенные из обнаруженных мест массового захоронения и захороненные возле старого кладбища лагеря Мацикай. Остатки были освящены католическими, евангелическо-лютеранскими и православными епископами.
В ближайшее время начнутся археологические раскопки массового захоронения времен ГУЛАГа, обнаруженного в 2020 году.